# Carucedo
Carucedo est une commune d'Espagne dans la province de León, communauté autonome de Castille-et-León. Elle s'étend sur 35 km2 et comptait 583 habitants en 2015.

## Hameaux
- Las Médulas